# Corcos
Corcos is een gemeente in de Spaanse provincie Valladolid in de regio Castilië en León met een oppervlakte van 42,55 km². Corcos telt 214 inwoners (1 januari 2016).

## Demografische ontwikkeling
Bron: INE, 1857-2011: volkstellingen